# Multics

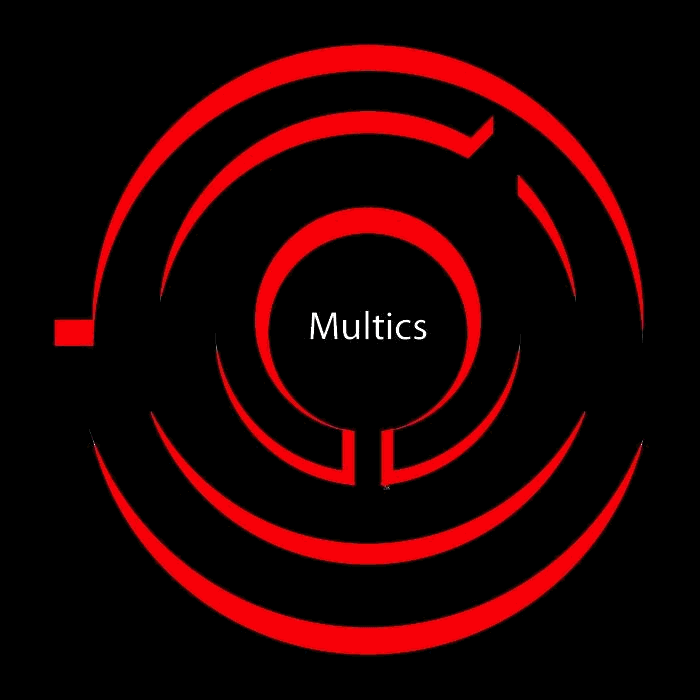
logo

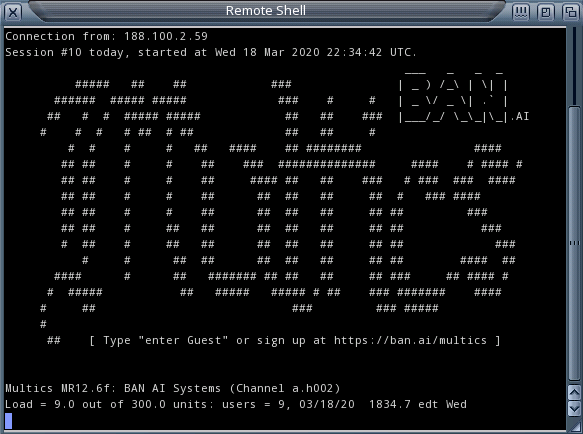
inloggen via ssh

Multics, van Multiplexed Information and Computing Service, is een besturingssysteem dat bestond van 1965 tot 2000. Het systeem was een samenwerkingsproject van het MIT, Bell Telephone Laboratories, Bell Labs, en de afdeling Company's Large Computer Products van General Electric. FJ Corbató van het MIT, die eerder al betrokken was bij de ontwikkeling van het Compatible Time-Sharing System (CTSS), leidde het project. Bell Labs trok zich in 1969 terug uit de ontwikkeling en in 1970 verkocht General Electric de afdeling voor computers aan Honeywell, die Multics als een commercieel product aanbood en enkele tientallen van deze systemen verkocht. Multics heeft bijgedragen aan de ontwikkeling van Unix.

## Eigenschappen
Multics had enkele opmerkelijke eigenschappen. Eén ervan was dat het besturingssysteem voor het grootste deel was geschreven in een hogere programmeertaal, namelijk PL/1. Verder was het de bedoeling dat het opensourcesoftware zou worden. Feit is dat de broncode bij het besturingssysteem geleverd werd. Multics ondersteunde meer dan 10 programmeertalen, waaronder C, BASIC en Fortran en het bood het eerste commerciële programma voor relationele databases ooit.

## Invloed op andere besturingssystemen
Multics is voor de ontwikkeling van Unix van belang geweest. Ken Thompson en Dennis Ritchie, de 'uitvinders' van Unix, werkten namelijk aan Multics, totdat Bell Labs uit de ontwikkeling van Multics stapte in 1969. De naam 'Unix]' is een woordspeling op Multics, verzonnen door Brian Kernighan, Unix werd oorspronkelijk gespeld als Unics en betekende Uniplexed Information and Computing Service. Sommige ideeën uit Multics zijn doorontwikkeld voor Unix. De reden dat Unix populairder werd, is vooral omdat Unix eerder voor toepassingen door bedrijven bruikbaar was dan Multics. Dit kwam onder andere omdat Multics vanaf het begin af aan ontworpen was met veel foutcontroles. Volgens een citaat van een Multicsmedewerker bestond de helft van de Multicscode zelfs uit foutcontroles. Deze foutcontroles werden in het begin van de ontwikkeling van Unix achterwege gelaten, zodat de ontwikkeling van Unix sneller ging.

Het treft je het meeste als een bijeengeraapte trukendoos, geïntroduceerd meer omdat ze zagen dat ze het konden maken, dan dat ze wisten hoe ze het moesten gebruiken.
— Edsger Dijkstra

Enkele ideeën uit Multics zijn ook terug te vinden in bijna alle moderne besturingssystemen, zoals in Microsoft Windows. Een van de belangrijkste ideeën afkomstig uit Multics is het hiërarchische bestandssysteem, waarin directory's zowel bestanden als subdirectory's kunnen bevatten.

## Einde
Multics heeft de meeste doelen, die ervoor waren gesteld, gehaald. De reden dat het beëindigd werd, kwam misschien door een gebrek aan goede marketing. De ontwikkeling werd door Honeywell Bull, de toenmalige 'eigenaar' van Multics, gestaakt in 1985. Het besturingssysteem wordt sinds 2000 niet meer in de praktijk gebruikt.